# Cerchysiella laeviscuta
Cerchysiella laeviscuta is een vliesvleugelig insect uit de familie Encyrtidae. De wetenschappelijke naam is voor het eerst geldig gepubliceerd in 1876 door Thomson.